# Вольфганг Вілльріх
Вольфґанґ Вілльріх (нім. Wolfgang Willrich; 31 березня 1897, Геттінген — 18 жовтня 1948, Геттінген) — німецький «расовий художник» (графік-портретист) і теоретик мистецтва.

## Біографія
Народився в родині історика Гуго Вілльріха з глибокими селянськими коренями. Талант Вілльріха проявився ще в молодості. Приїхавши в 1915 році в Берлін, щоб вчитися в коледжі, він помітив декаданс у всіх напрямках мистецтва. У 1916 році він вступає на службу в 251-й піхотний полк у званні унтер-офіцера. Воював на Західному фронті, в кінці війни потрапив у полон. Перебуваючи в полоні, він багато займався малюванням. Його перші роботи були видані Міжнародним Червоним Хрестом в журналі для полонених.
Після звільнення продовжив навчання. з 1920 по 1927 навчався в Дрезденській академії образотворчих мистецтв. З 1927 по 1931 рік вивчав біологію. Вступив в Танненберзький союз Людендорфа, однак, непорозуміння між ним і Матільдою Людендорф змусили його піти зі Спілки, але він продовжував видаватися в їх журналі.
Вілльріх був відомий своїми портретами нордичних расових типів. У 1933–34 роках був співробітником Імперського міністерства культури, але знову був змушений піти через проблеми з оточенням Людендорфа. Пізніше Ріхард Дарре надав йому можливість стати незалежним працівником (з 12 травня 1934 спонсором Вілльріха стає Головне управління рас і поселень СС), що дозволило Вілльріху продовжувати малювати нордичних селян, чим він займався з великим натхненням.
Разом із Альфредом Розенбергом і Паулем Шульце-Наумбургом Вілльріх вважається одним з найбільш фанатичних прихильників нацистської мистецької політики, «нетолерантної» до представників модернізму і єврейського мистецтва.
Багато його робіт публікувалися на поштових листівках і плакатах, але він продовжував зберігати свою незалежність. Вілльріх відхилив пропозицію Генріха Гіммлера стати почесним членом СС і так і не вступив у НСДАП. Він вважав боротьбу Третього Рейху проти дегенеративного мистецтва занадто пасивною. У грудні 1937 року Вілльріх опублікував своє дослідження «Очищення храму німецького мистецтва. Мистецтво політичної полеміки для відновлення німецького мистецтва в дусі скандинавської природи». Ця різка критика стала важливим інструментом для проєктування і організації виставки «дегенеративного мистецтва» в Мюнхені. Разом з Вальтером Гансеном і графом Клаусом фон Баудіссеном він допомагав в організації експозиції 1937 року.
У 1939 році попросив відправити себе на фронт як фронтового художника, побував у Польщі, Франції, Норвегії, Фінляндії та СРСР. За цей час він зробив багато портретів військових командирів. Пізніше він пише багато портретів кавалерів Лицарського хреста Залізного хреста. В кінці 1943 року повертається в Берлін, де продовжує роботу.
Останні роботи Вілльріха були виконані після війни в Аргентині. Помер від раку.

## Нагороди
- Залізний хрест
  - 2-го класу (1916)
  - 1-го класу (1918)
- Премія Товариства догляду за німецькими полоненими (Швейцарія) (1919)
- Почесна грамота Дрезденської академії (1924)
- Почесний хрест ветерана війни з мечами

## Галерея

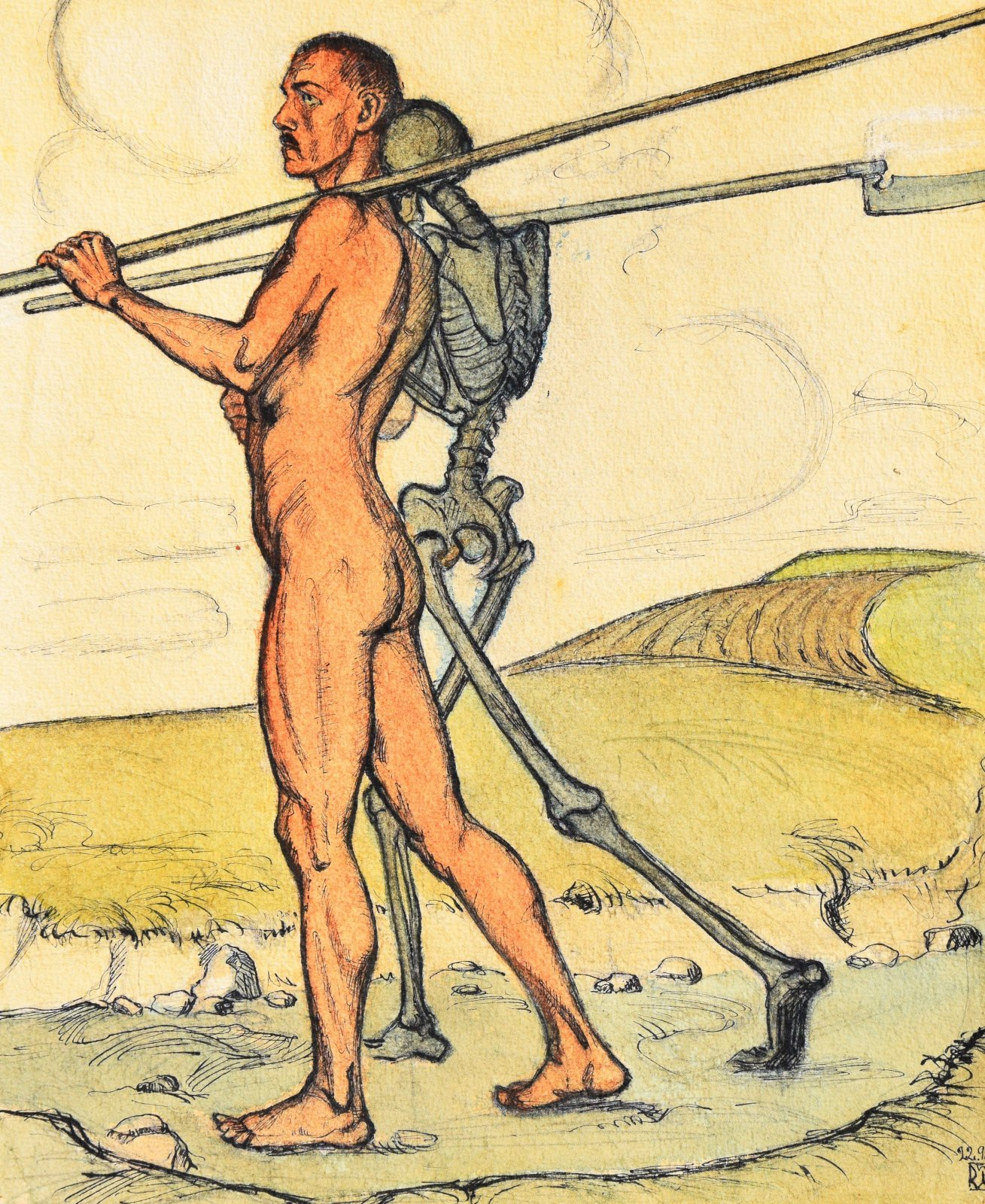
Воїн і Смерть (автопортрет, 1918).
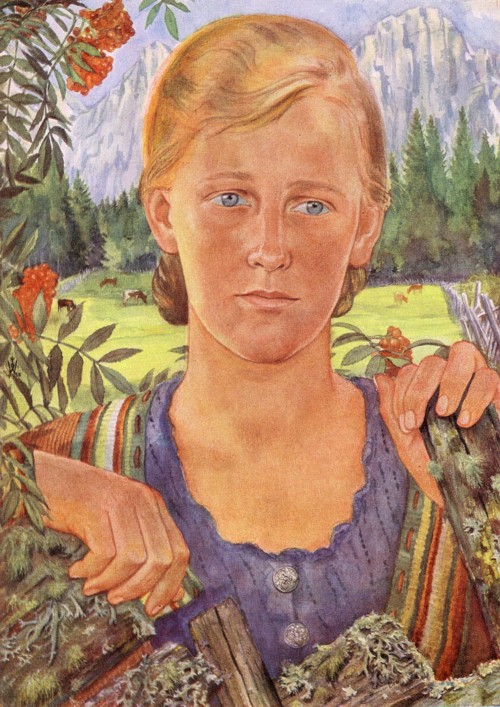
Портрет Йозефи Візер (1938).
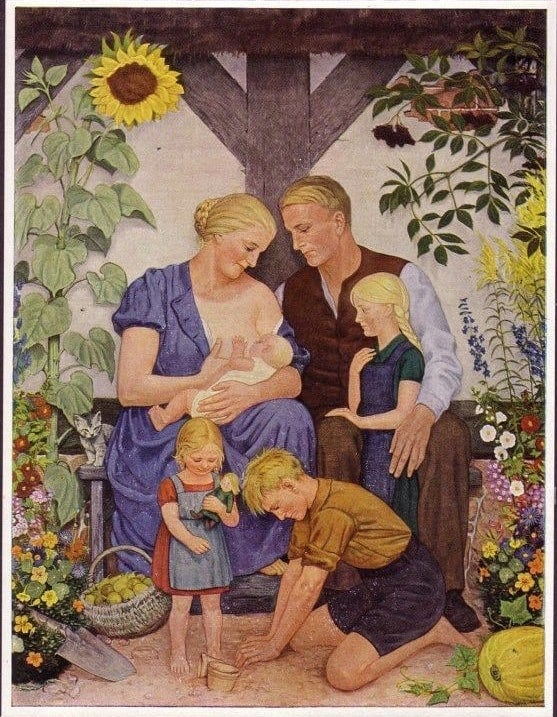
Родина (1939).
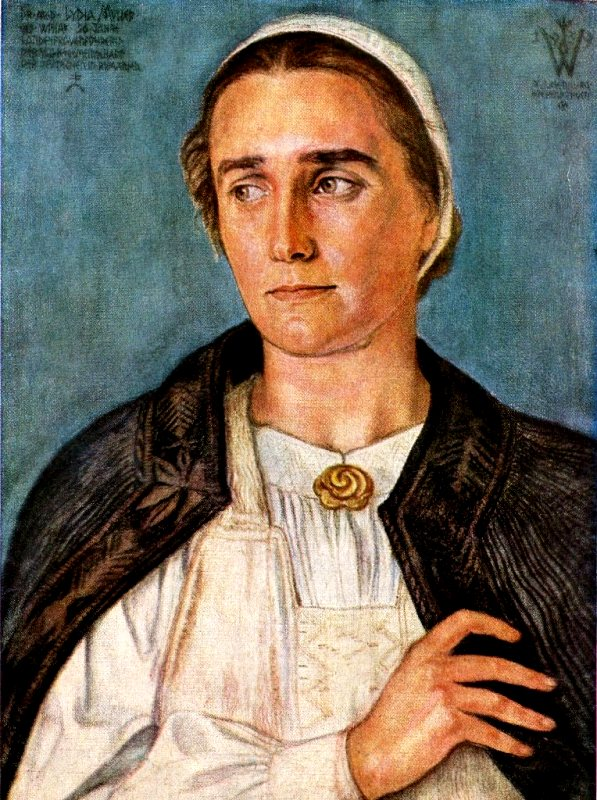
Портрет доктора медицини Лідії Мюллер (1939).
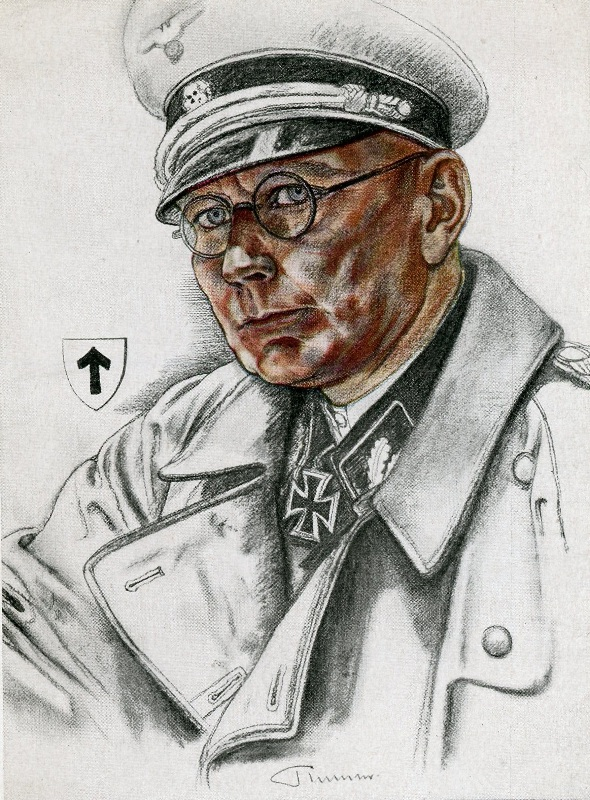
Портрет Георга Кепплера, оберфюрера військ СС (1940).
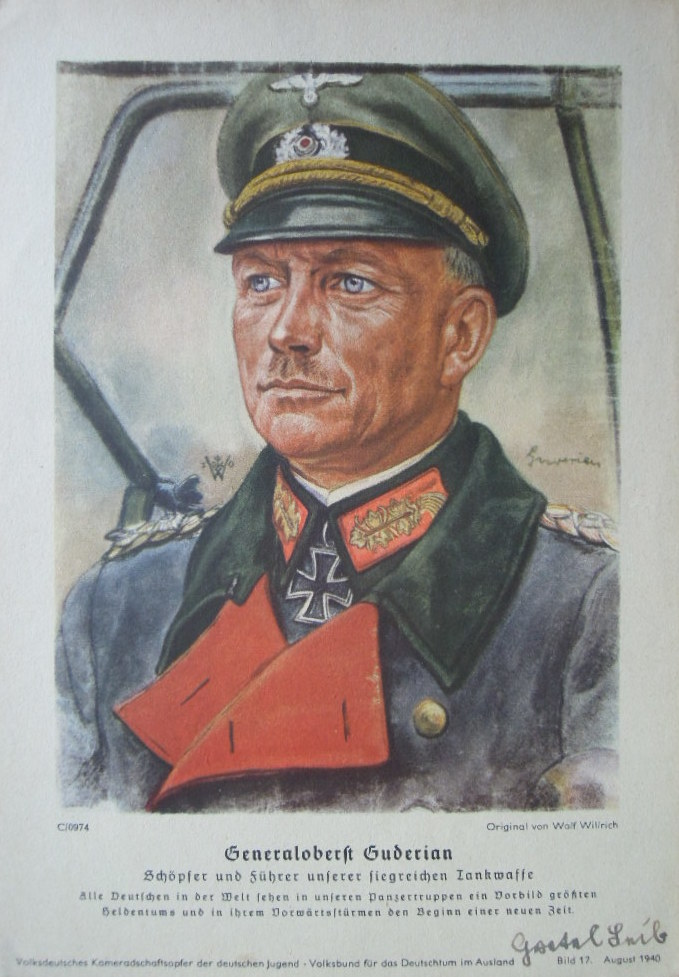
Портрет генерал-полковника Гудеріана (1940).
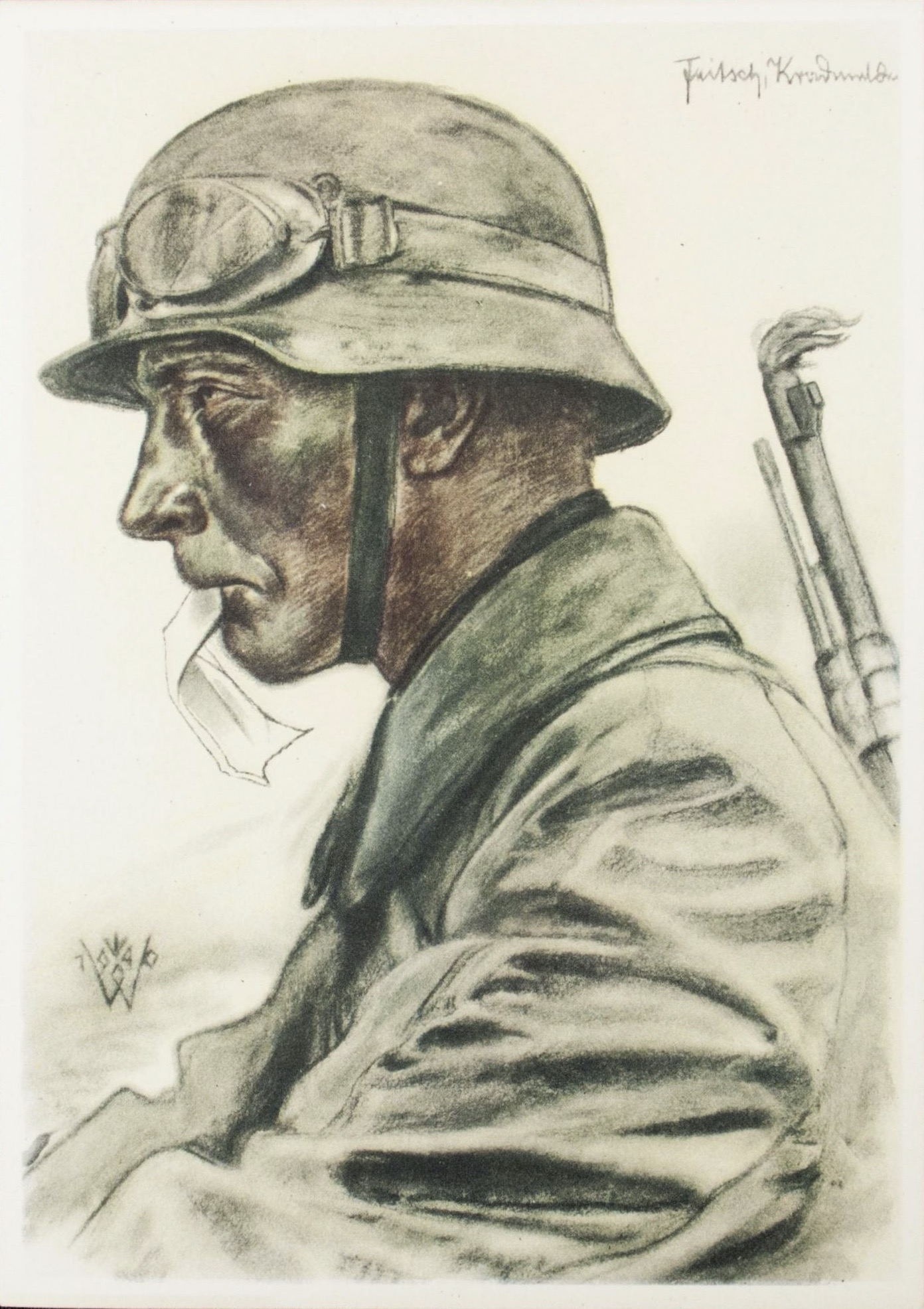
Солдат (1940).
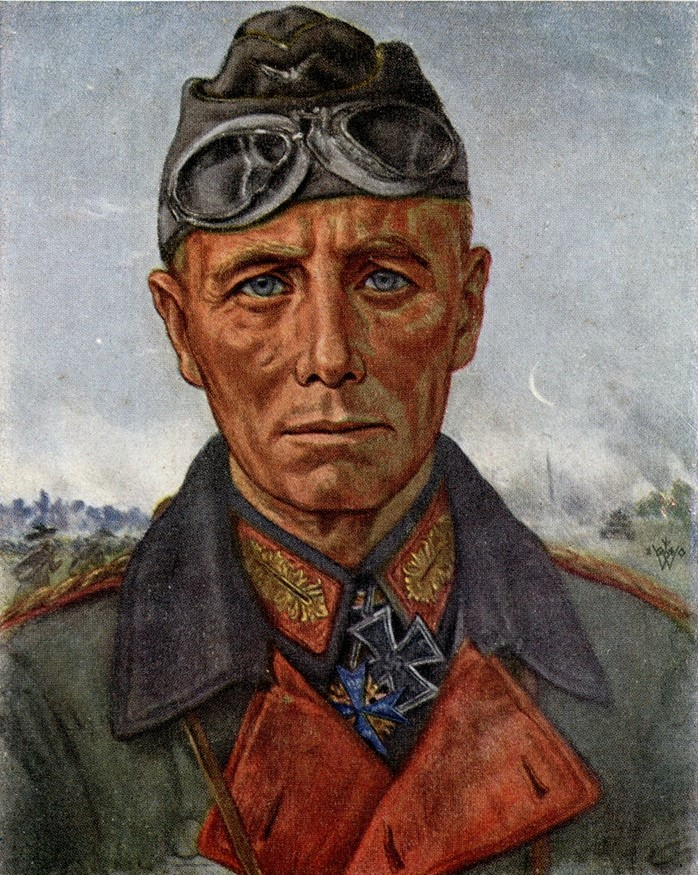
Портрет Ервіна Роммеля (1941).
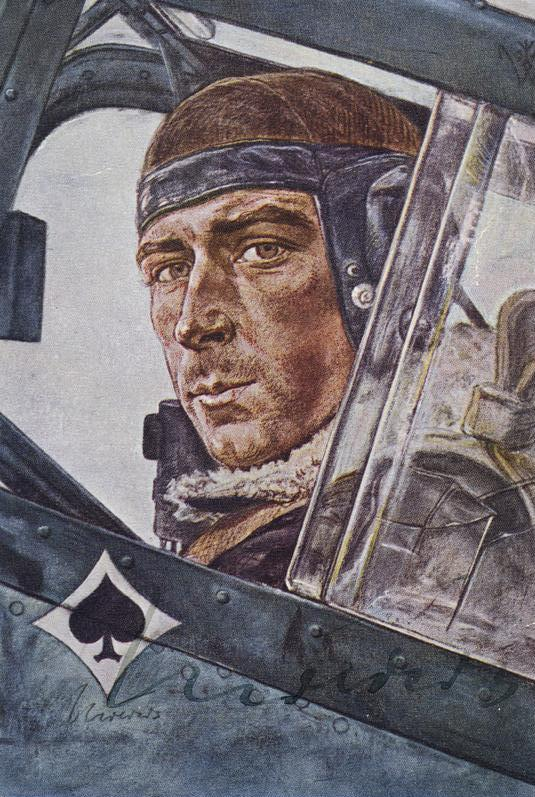
Оберст-лейтенант Вернер Мьольдерс — наш найкращий льотчик-винищувач (1941).
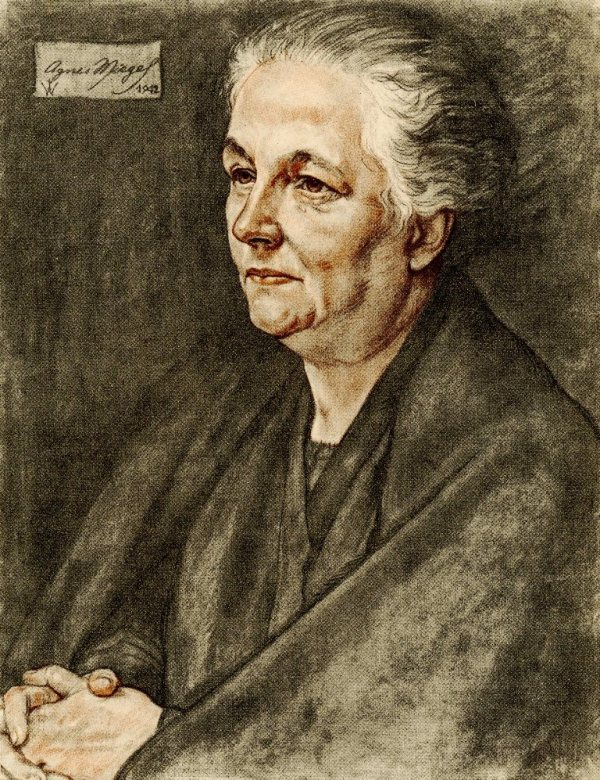
Портрет Агнес Мігель (1942).
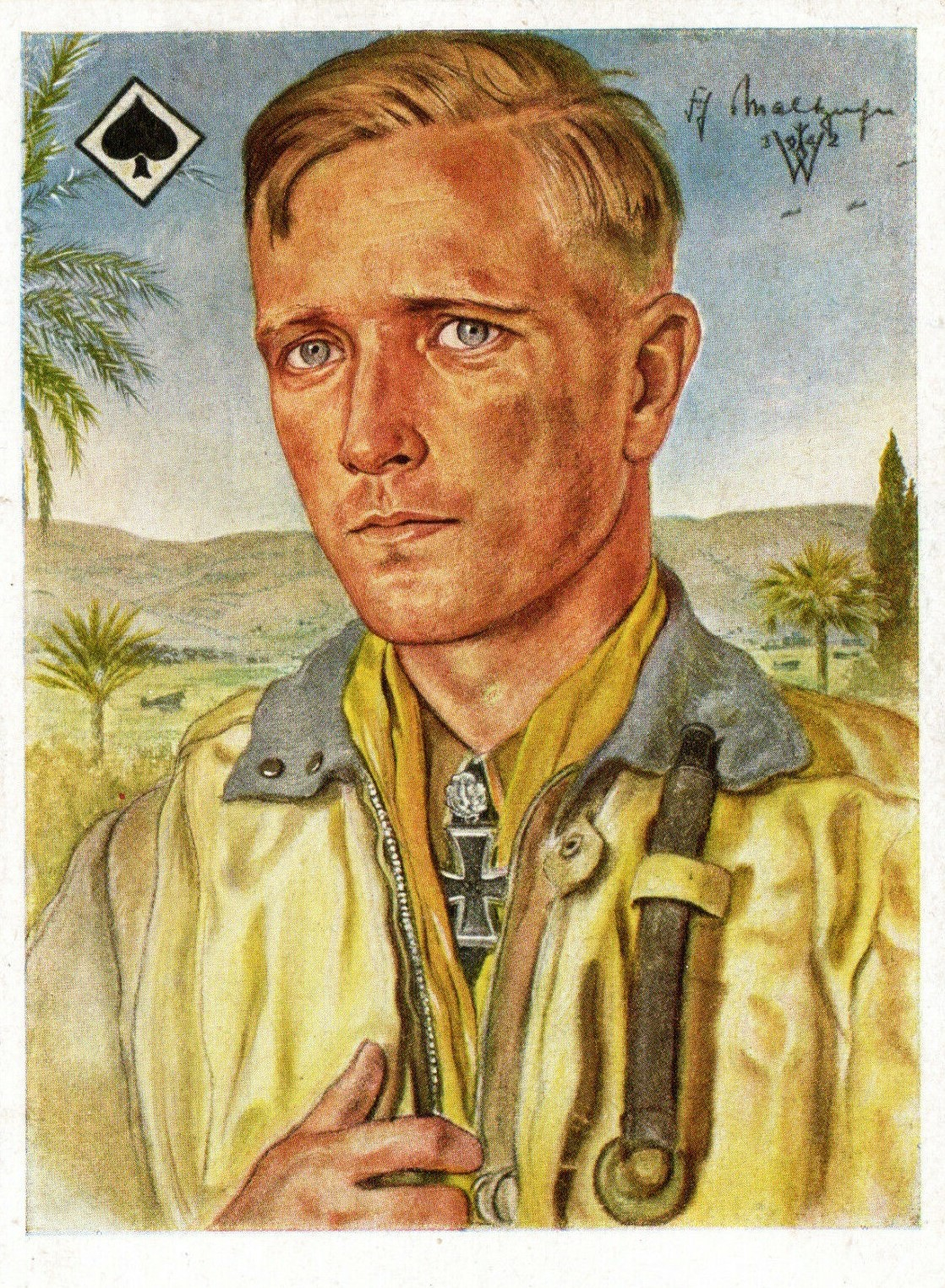
Портрет барона фон Мальцана (1942).
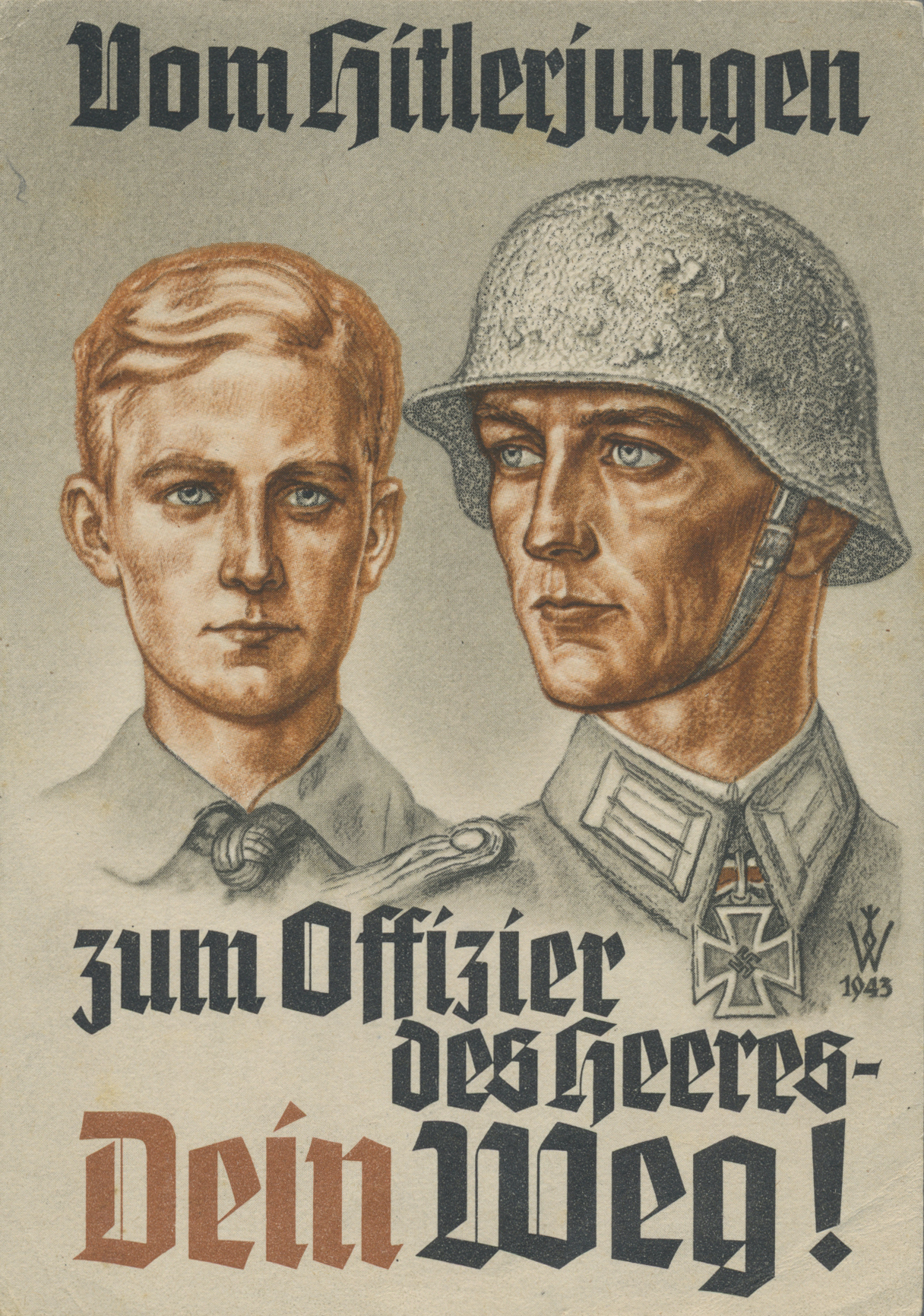
Від гітлерівського юнака до офіцера сухопутних військ — твій шлях! (пропагандистський плакат, 1943).